# Свети Апостоли (Метеора)
Вижте пояснителната страница за други значения на Свети Апостоли.
„Свети Апостоли“ (на гръцки: Μονή Αγίων Αποστόλων) е бивш православен манастир на Метеора, Гърция. Днес от него са останали руини.